# (8191) Mersenne
(8191) Mersenne – planetoida z pasa głównego asteroid okrążająca Słońce w ciągu 3,41 lat w średniej odległości 2,26 au. Odkrył ją Eric Walter Elst 20 lipca 1993 roku w Obserwatorium La Silla. Nazwa planetoidy pochodzi od Marina Mersenne’a (1588–1648) – francuskiego matematyka i filozofa.